# Giampiero Pastore
Giampiero Pastore (Salerno, 7 de mayo de 1976) es un deportista italiano que compitió en esgrima, especialista en la modalidad de sable.
Participó en tres Juegos Olímpicos de Verano, obteniendo en total dos medallas en la prueba por equipos, plata en Atenas 2004 (junto con Aldo Montano y Luigi Tarantino) y bronce en Pekín 2008 (con Aldo Montano, Diego Occhiuzzi y Luigi Tarantino), y el octavo lugar en Sídney 2000, también por equipos.
Ganó 5 medallas en el Campeonato Mundial de Esgrima entre los años 2002 y 2011, y 7 medallas en el Campeonato Europeo de Esgrima entre los años 1998 y 2011.

## Palmarés internacional
| Juegos Olímpicos   | Juegos Olímpicos        | Juegos Olímpicos  | Juegos Olímpicos  |
| Año                | Lugar                   | Medalla           | Prueba            |
| ------------------ | ----------------------- | ----------------- | ----------------- |
| 2004               | Atenas (Grecia)         | Medalla de plata  | Sable por equipos |
| 2008               | Pekín (China)           | Medalla de bronce | Sable por equipos |
| Campeonato Mundial |                         |                   |                   |
| Año                | Lugar                   | Medalla           | Prueba            |
| 2002               | Lisboa (Portugal)       | Medalla de plata  | Sable por equipos |
| 2005               | Leipzig (Alemania)      | Medalla de plata  | Sable por equipos |
| 2007               | San Petersburgo (Rusia) | Medalla de bronce | Sable por equipos |
| 2009               | Antalya (Turquía)       | Medalla de plata  | Sable por equipos |
| 2011               | Catania (Italia)        | Medalla de bronce | Sable por equipos |
| Campeonato Europeo |                         |                   |                   |
| Año                | Lugar                   | Medalla           | Prueba            |
| 1998               | Plovdiv (Bulgaria)      | Medalla de plata  | Sable por equipos |
| 1999               | Bolzano (Italia)        | Medalla de bronce | Sable por equipos |
| 2002               | Moscú (Rusia)           | Medalla de plata  | Sable por equipos |
| 2003               | Bourges (Francia)       | Medalla de plata  | Sable por equipos |
| 2009               | Plovdiv (Bulgaria)      | Medalla de oro    | Sable por equipos |
| 2009               | Plovdiv (Bulgaria)      | Medalla de bronce | Sable individual  |
| 2011               | Sheffield (Reino Unido) | Medalla de oro    | Sable por equipos |